# Pseudogramma australis
Pseudogramma australis är en fiskart som beskrevs av Randall och Baldwin, 1997. Pseudogramma australis ingår i släktet Pseudogramma och familjen havsabborrfiskar. Inga underarter finns listade i Catalogue of Life.